# VAM Lerma
El VAM Lerma es un automóvil que fue diseñado y fabricado por Vehículos Automotores Mexicanos entre 1981 y 1983. Para su fabricación se aprovechó que el socio licenciatario de VAM, American Motors Corporation (AMC), diseñaba sus modelos para que pudieran compartir diversas piezas entre sí con el fin de reducir los costos de fabricación. Fue el modelo insignia de primera línea de VAM después de la interrupción de la línea Classic (el Matador de AMC) en 1976. El VAM Lerma era un modelo inusual, al ofrecer un diseño de cinco puertas centrado en el mercado de lujo de gama alta. El coche fue un sustituto indirecto del VAM Classic y, en cierta medida, de los VAM Pacer.

## Historia
El nombre del modelo fue tomado de Lerma, una ciudad en el Estado de México donde se fabricaban los motores VAM.
El Lerma de fabricación mexicana era un híbrido único, ya que usaba el chasis y algunos paneles de carrocería del sedán AMC Concord, pero la parte trasera del automóvil presentaba el diseño hatchback del AMC Spirit. Aunque las unidades Lerma terminadas tenían un diseño de carrocería de una sola unidad (monocasco), un artículo de un periódico británico lo describió como "un kit de automóvil que se atornilla". En realidad, se trataba de una confusión con respecto a la parte del proceso de producción del Lerma que se hacía a mano, cortando los paneles de producción en masa existentes (así como creando manualmente nuevos paneles) y soldándolos para obtener una carrocería unitaria final.
Los dos diseños de carrocería del Lerma, un hatchback de 2 puertas y otro de 4 puertas, eran versiones que no estaban disponibles para ninguno de los modelos de AMC en ese momento. Los diseños se presentaron a la gerencia de AMC como un modelo potencial, pero tendría menos capacidad de carga que el Concord familiar y la compañía tenía otras prioridades en ese momento. Considerado para otros mercados internacionales, el Lerma se comercializó solo en México a partir de 1981 y compitió en un segmento de mercado en expansión que en ese momento se consideraba el camino del futuro, el mercado de los hatchback de cuatro puertas. La característica de diseño más notable y llamativa del Lerma, su perfil hatchback, también resultó ser su mayor inconveniente, porque el maletero cerrado incorporado se tradujo en un automóvil con un espacio de almacenamiento muy limitado. Sin embargo, entre 1981 y 1983 supuso la entrada de VAM en el mercado del lujo más exclusivo.
Podría decirse que el VAM Lerma fue el primer sedán completamente mexicano de éxito. Vehículos Automotores Mexicanos es recordada como la primera empresa automotriz mexicana que creó un automóvil que es considerado por muchos como totalmente nacional. Con la excepción del panel de instrumentos, el interior del Lerma no compartía distintas partes con otros modelos y presentaba asientos tapizados y de diseño exclusivo, así como paneles interiores de las puertas propios.

## Estilo y equipamiento

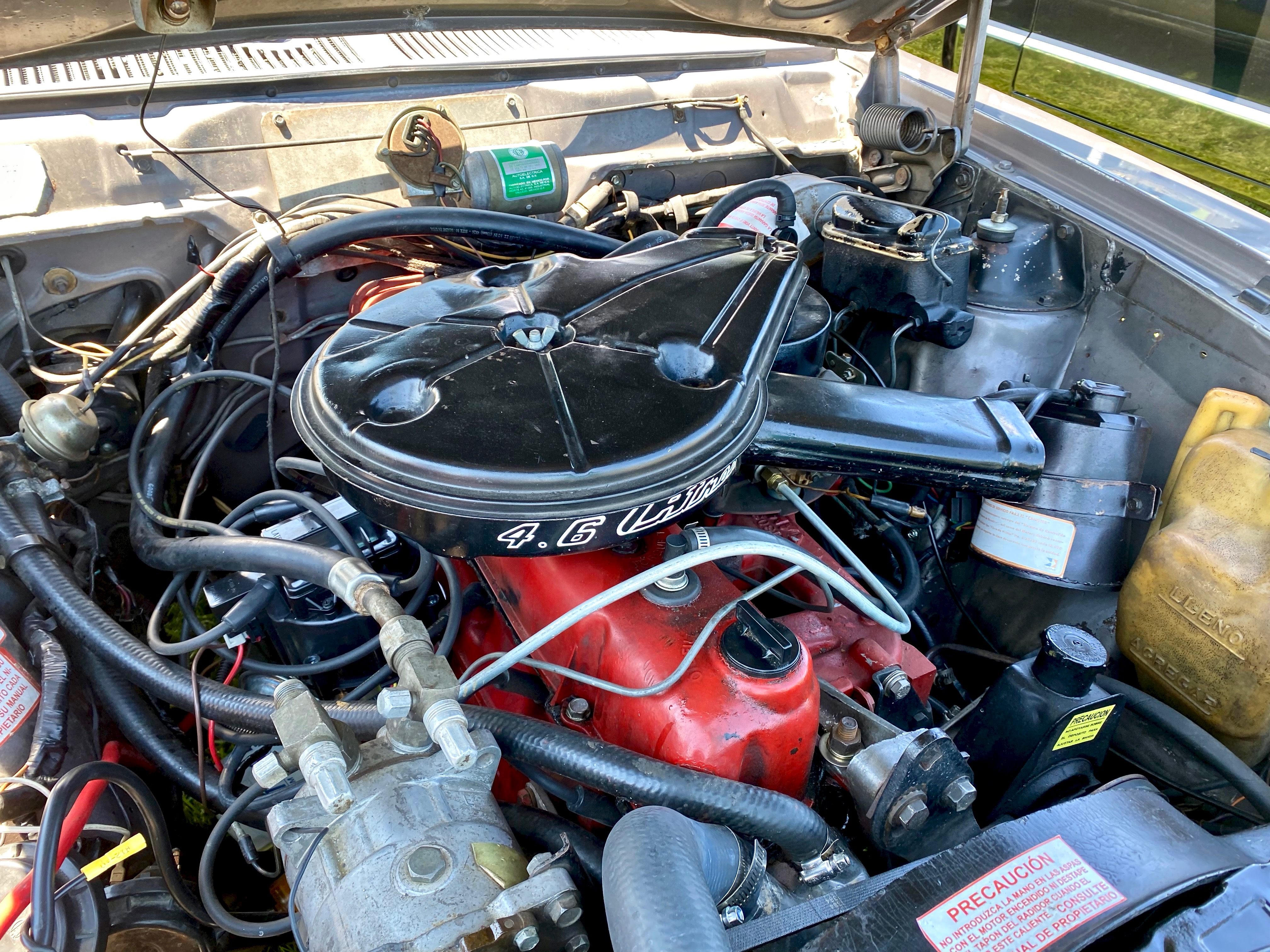
Motor estándar I6 de 4.6 L

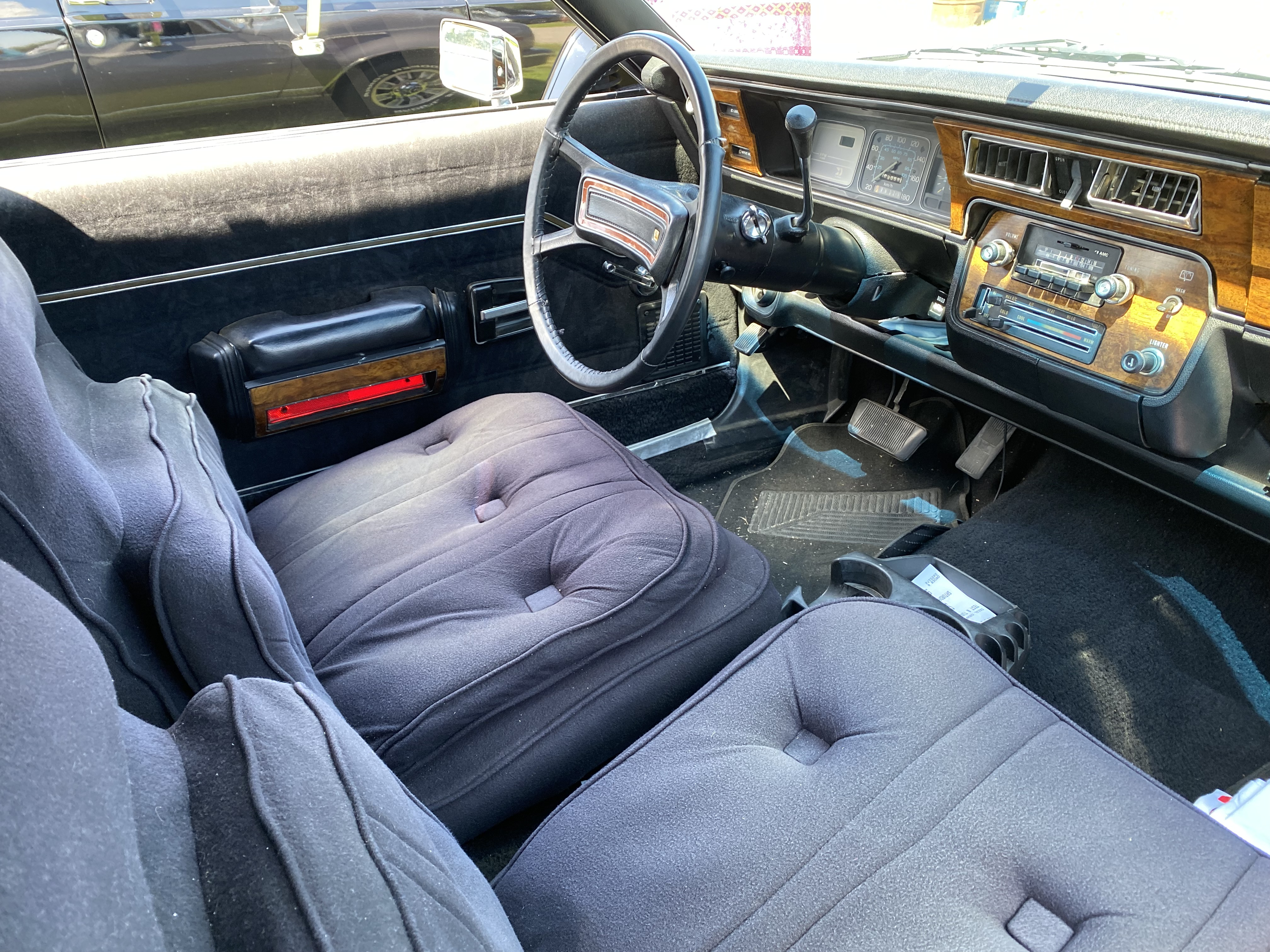
Interior con acabado estándar

El VAM Lerma de 1981 estaba disponible en una sola versión. Llevaba un motor VAM I6 de 282 plg³ (4,6 L) con carburador Motorcraft de dos cuerpos, relación de compresión de 8.0:1 y árbol de levas de 266 grados diseñado por el departamento de ingeniería de VAM. Tenía una potencia de 132 HP (98 kW; 134 CV) a 3900 rpm y un par motor de 216 pies·libra fuerza (292,9 N·m) a 2200 rpm. La única transmisión era la Chrysler Torqueflite A998 automática de tres velocidades, con un diferencial trasero de relación 3.07. La suspensión independiente delantera con muelles helicoidales disponía de amortiguadores de alta resistencia y una barra estabilizadora, mientras que la suspensión trasera incorporaba ballestas también con amortiguadores de alta resistencia. Los frenos eran unidades servoasistidas con discos delanteros y tambores traseros. El sistema de enfriamiento incorporó un radiador de tres líneas, un ventilador flexible de siete aspas, la cubierta del ventilador y un depósito de recirculación del refrigerante. El automóvil llevaba el mismo tanque de combustible de 70 litros (18,5 galones) que la línea estadounidense. La especificación de los neumáticos era ER78 × 14.
Los interiores estaban disponibles en cuatro colores: negro, marrón nuez, azul cielo y rojo vino. Con las únicas excepciones de las molduras de plástico internas de los pilares A y C, las molduras internas de plástico que rodeaban el parabrisas y la puerta trasera, los pestillos de las puertas, las manivelas de las puertas, los apoyabrazos laterales, los ceniceros de las puertas, el volante y la columna de la dirección, además del tablero de instrumentos, el resto del interior estaba hecho y diseñado al 100% en México por el departamento de estilismo de VAM. Las características más llamativas del diseño interior del Lerma se basaron en los paneles de las puertas, los paneles laterales, el maletero y los asientos. Los dos primeros incorporaron inserciones horizontales de tela prémium y alfombras en la parte inferior con molduras horizontales falsas de cromo (parte inferior) y vetas de madera (parte superior). Los asientos consistían en un asiento de banco trasero fijo y asientos de cubo anchos delanteros reclinables individuales con reposacabezas ajustables. El patrón de estos asientos era muy vistoso, incorporando un diseño de cuatro botones cuadrados que formaban otro cuadrado sobre la base y el respaldo de los asientos. Las bases de ambos juegos de asientos estaban tapizadas con moqueta. El Lerma fue el único automóvil VAM de cuatro puertas que no incorporó un banco delantero fijo, lo que lo convierte también en el único automóvil de cuatro puertas de la compañía que incorporó asientos delanteros individuales (reclinables). El maletero del Lerma era único entre los coches VAM (y AMC). Se trataba de un compartimento cerrado cubierto de moqueta e incorpora dos altavoces estéreo traseros a cada lado de la tapa. La tapa en sí estaba articulada a la parte posterior del marco cerca del respaldo del asiento trasero y tenía una luz trasera fija similar a las que se usan en el capó, se encendía y apagaba dependiendo de la posición de la tapa. A pesar de lo verdaderamente elegante que se veía el maletero, su diseño hecho para seguir las líneas laterales del interior del automóvil, así como las dimensiones del enorme vidrio trasero, terminaron creando una cantidad realmente pequeña de espacio en el maletero para casi nada más que la rueda de repuesto. Esta situación obligó a los propietarios a comprar un portaequipajes externo fijado a los vierteaguas laterales para poder llevar equipaje, lo que comprometía la apariencia del automóvil.
En el exterior, el VAM Lerma mostró su influencia de los modelos Concord y Spirit en los que se basó. Las partes más inusuales eran los paneles de los cuartos traseros, las ventanas laterales posteriores, el diseño de la rejilla cuadrada dividida en dos conjuntos de cuatro porciones rectangulares horizontales (que no se comparten con ningún otro automóvil VAM), el logotipo VAM dorado y negro en el adorno del capó, los emblemas "Lerma" con una tipografía manuscrita sobre ambos guardabarros y esquina derecha del portón trasero. Un último detalle se agregaría en la producción de mediados de año; las luces de posición laterales redondas utilizadas en los modelos Rally (Spirit) fueron reemplazadas por unidades rectangulares con marcos cromados para una apariencia más lujosa. El Lerma incorporó un diseño exclusivo de molduras protectoras laterales que recorrían la mayor parte de la longitud del automóvil colocadas más arriba que las molduras regulares. Un paquete de molduras brillantes era estándar, y constaba de cercos en los guardabarros, en los rieles vierteaguas, en los paneles laterales y en los parachoques ya cromados. También contaba con espejos cromados cuadrados dobles, y molduras rodeando el vidrio trasero y el parabrisas. Las ruedas utilizadas por el modelo tenían llantas de cinco radios de 14x6 pulgadas de VAM, complementadas con el diseño de la cubierta de rueda "Noryl" de AMC. La longitud total del Lerma era solo dos pulgadas más corta que la de los modelos sedán VAM American (Concord).
Los accesorios estándar incluyeron dirección asistida, parabrisas polarizado, limpiaparabrisas intermitentes, paneles de fibra de madera aplicados en el tablero, volante de lujo, calentador con desempañador delantero, reloj de cuarzo, velocímetro de 180 km/h-110 mph, indicadores de temperatura del agua y nivel de gasolina, luces de advertencia con símbolos internacionales, desbloqueo interior del capó, desempañador trasero, espejo de cortesía iluminado en el parasol del lado del pasajero, radio estéreo AM/FM con cuatro altavoces, encendedor, cenicero delantero, guantera con cerradura, estante para paquetes, grupo completo de luces (capó, maletero, cenicero, guantera, luz de cortesía y luz de techo de lectura), espejos remotos dobles con control remoto (no eléctricos), cinturones de seguridad delanteros retráctiles de tres puntos, reflectores de seguridad en los reposabrazos laterales en las puertas delanteras, ceniceros traseros dobles, cubierta de la rueda de repuesto y tapón de gasolina con seguro. El equipo opcional incluía sistema de aire acondicionado, cerraduras eléctricas de las puertas, ventanas eléctricas, apertura eléctrica del maletero, antena eléctrica, asientos eléctricos, columna de dirección inclinable y reposacabezas.

## Recepción
La introducción del VAM Lerma en 1981 fue un movimiento inesperado para toda la industria automotriz, creando un asombro absoluto. A pesar de que el coche fue un diseño basado en dos estilos de carrocería previamente existentes que se originaron en un país diferente (en lugar de una carrocería completamente nueva hecha exclusivamente por diseñadores e ingenieros mexicanos), una hazaña como la concepción y materialización de un automóvil original nunca antes se había intentado en la industria automotriz mexicana. VAM era bien conocida por crear características de diseño originales como interiores (asientos y paneles laterales, con menciones especiales para los diseños de Rally Tipo Cassini y Recaro de 1976), detalles de carrocería (ruedas, tapacubos, emblemas, tratamientos de techo de vinilo, diseños de calcomanías más ventanas de ópera de ojo de buey en los pilares C o en el pilar B; de manera que el diseño GFS de 1977 fue adoptado por AMC para el Concord de dos puertas), y ediciones totalmente nuevas y completamente originales para el mercado mexicano hechas por mexicanos (Rambler Go Pack de dos puertas sedán, techo rígido Classic Brougham, cupé Classic AMX, sedán de dos puertas American 06/S Concord, cupé Pacer X de 1979, sedán Gremlin X Spirit de 1979-1982 y todos los modelos Rally de 1969-1983), además de los logros de ingeniería conocidos (como los motores de seis cilindros en línea 4.6/X, 4.6 SX y Go Pack 282, así como las unidades estándar 252 y 282). La creación del Lerma fue el siguiente paso más alto dado por la empresa.
A pesar de la novedad y la singularidad que representaba el Lerma, su resultado en el mercado fue muy inferior al esperado por una serie de factores. El primero de ellos fue el precio del modelo, estando casi a la altura de los compactos V8 de lujo de la competencia. El alto precio también creó un problema con varios concesionarios de la compañía, que no pudieron vender el automóvil a causa de ello. Esto provocó una menor exposición a los clientes, que tampoco estaban acostumbrados a que un automóvil VAM formara parte de esa gama de mercado. El estilo del Lerma, aunque percibido como agradable por la base de clientes en general, también fue percibido como demasiado simple para un vehículo de lujo. Si bien la parte delantera y trasera del automóvil se consideraron aceptables, los lados eran cosméticamente casi demasiado suaves y monótonos. El tratamiento los cromados elegido por VAM para el Lerma se consideró insuficiente. Lo que se consideraba el principal motivo para que el Lerma atrajera a los clientes, su perfil, provocaba que quedase un espacio del maletero casi inexistente, lo que lo hacía poco práctico. Finalmente, la campaña de publicidad podría haber sido mejor.
Tanto el gobierno mexicano como el público en ese momento contribuyeron con sus acciones al fracaso parcial del VAM Lerma. La legislación de la industria automotriz creada por el gobierno mexicano a principios de la década de 1960 con respecto a un número limitado de líneas de automóviles por marca (tres) y el número de estilos de carrocería por línea de productos siempre creó un número limitado de opciones para el comprador mexicano. Estas limitaciones obligaron a las automotrices en México a consolidar líneas de modelos y niveles de equipamiento, optando principalmente por ofrecer modelos del segmento medio y versiones semiequipadas con solo un par de excepciones de gama baja o alta. En cuanto a los estilos de carrocería, esta situación provocó que los modelos más pequeños y asequibles que ofrecían las empresas automotrices en México fueran siempre los segundos después de los más pequeños y básicos en sus países de origen. Un ejemplo de esto durante la década de 1970 fue que el modelo más pequeño y asequible de Ford Motor Company era el Pinto en los Estados Unidos, mientras que el modelo más pequeño y asequible de Ford de México era el Maverick. Esto significaba que en la mayoría de los casos el modelo más pequeño y asequible de un fabricante de automóviles en México era un sedán compacto de tres puertas o de dos o cuatro puertas, mientras que en sus países de origen existía la posibilidad de un subcompacto hatchback. Bajo estas circunstancias, el público mexicano estaba muy acostumbrado a los estilos de carrocería de tres puertas, lo que hacía que los diseños de puertas traseras fueran mucho menos comunes y casi impensables para un mercado de lujo de alta gama. Autos como el Volkswagen Caribe (Rabbit) y los modelos Gremlin y Pacer de la propia VAM habían ayudado a cambiar la tendencia gradualmente, pero para 1981 aún no era suficiente. La gente en México en ese momento estaba en su mayoría en contra de pagar el precio de un coche de lujo por un hatchback.
El Lerma fue un fracaso. Los costos del utillaje necesario para fabricar el modelo fueron muy bajos, ya que VAM hizo todo lo posible para utilizar la mayor parte posible de las piezas y componentes existentes. La puerta interior y los paneles laterales se compartieron con los modelos de acabado de lujo American GFS, American ECD y Familiar American DL del mismo año. Los únicos componentes interiores que no se compartían con otros modelos VAM se limitaron al maletero, los asientos y el revestimiento del techo. Los únicos componentes exteriores exclusivos del VAM Lerma eran la parrilla, las lunas laterales traseras y las molduras protectoras. Las ventas iniciales del modelo fueron suficientes para recuperar la inversión y terminó siendo rentable para la empresa. El proceso de desarrollo del modelo fue una experiencia sumamente valiosa para la compañía.

## 610 y 620

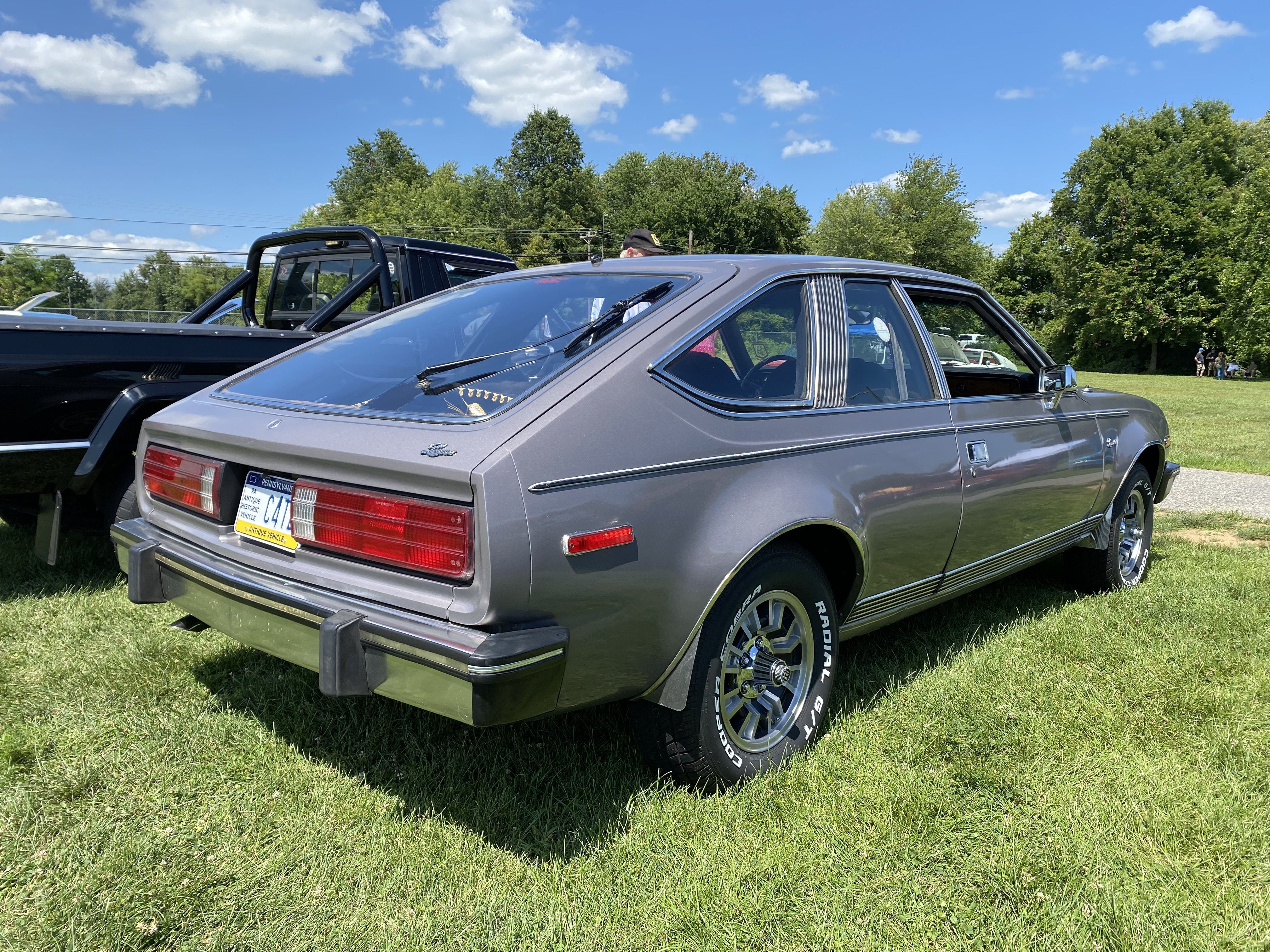
VAM Lerma 620 dos-puertas liftback de 1982

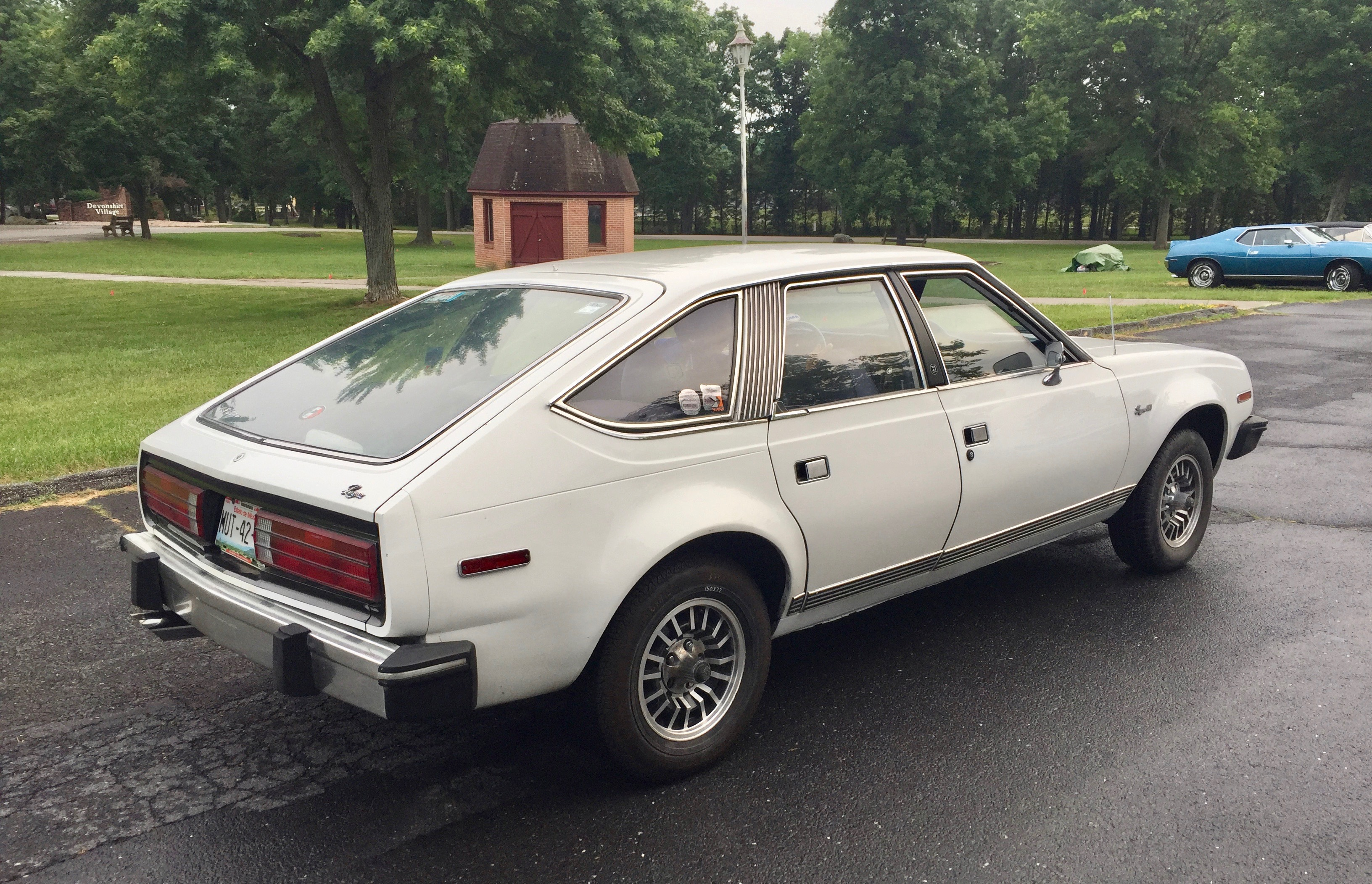
VAM Lerma 620 cuatro-puertas liftback de 1982

Aprendiendo de la experiencia de su primer año, VAM ofreció un modelo Lerma sustancialmente modificado y actualizado para 1982. En el exterior, el diseño de parrilla de rejilla cuadrada dividida en rectángulos fue reemplazado por una parrilla de metal totalmente cromada nueva por completo, con un diseño simple de rayas horizontales con espacios igualmente delgados entre ellos. Los biseles de los faros se oscurecieron por completo en sus partes internas y solo las partes circundantes externas conservaron una apariencia cromada. Las luces de estacionamiento delanteras se cambiaron de transparentes a ámbar. Ambos paragolpes recibieron el diseño de tira gruesa del Eagle de AMC, con una moldura central brillante y nuevas tapas de extremo lisas diseñadas por VAM que continuaban con la moldura brillante en sus partes superiores. Se mantuvo la moldura brillante en los paneles laterales y se instalaron nuevas molduras con un patrón de seis franjas horizontales en los bordes inferiores de los guardabarros delanteros, las puertas y los costados. Las molduras brillantes del borde de la rueda y del vierteaguas permanecieron sin cambios, mientras que aparecieron nuevas molduras brillantes adicionales en forma de unidades en las bases de las áreas de las puertas y los vidrios laterales, así como nuevas molduras brillantes para la parte interna de los marcos de las puertas y las ventanas laterales. La placa embellecedora entre los cristales laterales (modelo de dos puertas) o entre la puerta trasera y los cristales laterales (modelo de cuatro puertas) se cambió por una nueva placa que sigue el mismo patrón de seis rayas que las molduras laterales bajas. Esta placa existía solo en el modelo de dos puertas en 1981, pero estaba presente en ambos estilos de carrocería para 1982. La pequeña ventana lateral central angular del modelo de dos puertas de 1981 fue reemplazada por la unidad normal utilizada desde el AMC Hornet de dos puertas y en los modelos de base del AMC Concord de dos puertas. Las llantas VAM de cinco radios con tapacubos tipo Noryl fueron reemplazadas por nuevas llantas de aluminio con tapas centrales cromadas y tuercas tipo volcán. Todos estos cambios dieron como resultado un modelo Lerma muy diferente, que se veía bastante más lujoso en el exterior en comparación con la suavidad de la versión de 1981.
El interior experimentó distintos cambios y mejoras que se mantuvieron tanto tiempo como los del exterior. La diferencia más notable fue la eliminación del cofre del maletero, dejando un compartimiento completamente abierto que llevaba una pequeña rueda de repuesto estándar de alta presión para ahorrar espacio. La eliminación del maletero significó la reubicación de los altavoces estéreo traseros en el panel trasero, por detrás de las luces posteriores como en los modelos Rally (Spirit liftback). La banqueta trasera fija original del Lerma fue reemplazada por la misma unidad utilizada en el American familiar (construido a partir del Concord), incorporando un mecanismo de plegado para mejorar y ampliar la capacidad de carga, y conservando su exclusivo diseño original de tapicería del Lerma. En términos de apariencia, tanto los asientos como los diseños de los paneles laterales eran los mismos que el año anterior, con detalles adicionales más pequeños para una apariencia un poco más lujosa.
Mecánicamente, el Lerma de 1982 era casi igual que el de 1981. Las únicas diferencias radicaban en la forma de una junta de culata diferente para el motor de 4,6 litros que elevaba la relación de compresión de 8.0:1 a 8.5:1. La transmisión automática estándar A998 de tres velocidades obtuvo relaciones de transmisión más amplias. El último cambio técnico se produjo a mediados de año con un nuevo diseño de culata con puertos de admisión más grandes y redondos y salidas de bujías más pequeñas; haciendo un motor más potente.
Tras darle al Lerma la apariencia de un coche de lujo según las preferencias del mercado mexicano y corregir el problema del espacio limitado del maletero, VAM ajustó la estrategia de precios, ofreciendo dos niveles de equipamiento para el modelo, un "Lerma 610" intermedio de menor precio y el "Lerma 620" de primera línea de lujo. Las diferencias estaban en el posicionamiento ya que los cambios se limitaron a su equipo estándar. El Lerma 610 estaba equipado con limpiaparabrisas eléctricos de dos velocidades, una luz de techo y un calefactor. El Lerma 620 incluía limpiaparabrisas intermitentes, luces de techo y de lectura, aire acondicionado, espejo de cortesía en la visera del lado del pasajero, así como limpiaparabrisas y lavaparabrisas traseros. Estas cinco características estándar del 620 se podían pedir por separado en los modelos 610. En todos los demás aspectos, el 610 y el 620 Lerma eran iguales.
El gobierno mexicano instituyó una nueva política que impactó negativamente al Lerma como modelo de lujo y también a todos sus competidores. En un esfuerzo por reducir las importaciones, el gobierno prohibió el suministro extranjero de accesorios automotrices de lujo para obligar a que se produjeran o adquirieran localmente. Esto supuso una reducción inevitable en las listas de equipamiento tanto de serie como opcional. En el primero, el Lerma perdió el reloj digital de cuarzo, el desempañador trasero y los cubre ruedas de "Noryl". La lista de equipos con cargo adicional ya no ofrecía seguros eléctricos en las puertas, ventanas eléctricas, asientos eléctricos, liberación eléctrica del capó y columna de dirección inclinable. Los elementos que eran estándar en 1981 y que sobrevivieron se convirtieron en opcionales en 1982 fueron los espejos exteriores con control remoto. La lista completa de equipos opcionales para el VAM Lerma 620 de 1982 consistía en antena eléctrica, reproductor de cintas, radio estéreo AM/FM, espejos con control remoto y ruedas deportivas de acero. Las nuevas llantas de aluminio para 1982 fueron prácticamente un reemplazo de las cubiertas de las ruedas del año anterior, mientras que el nuevo limpiaparabrisas y lavaparabrisas trasero tomó el lugar del desempañador trasero.

## Fin de la línea
La recesión que estalló en febrero de 1982 arrasó con toda la industria automotriz mexicana. La devaluación del peso mexicano junto con la fuga de divisas llevó a la empresa matriz de VAM, el conglomerado FISOMEX, casi al borde de la quiebra. En aquella situación, el mejor curso de acción posible era vender la empresa y Renault de México intervino. Debido al tiempo adicional requerido para la etapa de mano de obra del proceso de producción del Lerma, el nuevo propietario determinó que dejara de producirse. La tirada corta de la línea de automóviles de pasajeros VAM de 1983 consistió en los modelos American, Gremlin y Rally del segmento medio y básico como en 1980. Las unidades del Lerma 610 y 620 sobrantes de 1982 se vendieron como modelos de 1983.

## Motor Stirling
Un VAM Lerma sirvió como vehículo de prueba para un motor Stirling. Era una alternativa a los motores tradicionales y se convirtió en un motor P-40 experimental. El Lerma se utilizó para informar al público sobre el motor Stirling.